# 徐子雄
徐子雄（英語：Chui Tze Hung，1937年3月22日—），生於香港，原籍廣東省東莞縣。曾在中國書院主修中國文學，兼修繪畫及書法。曾研習水彩、油畫、雕塑、版畫及攝影。1960年代隨美國版畫家Joan Farra學習版畫，後隨呂壽琨學習水墨畫。

## 背景
徐氏在1962年至1964年於中國書院修讀中國文學與藝術課程。他從1962年起至1968年任職美國領事館文化部展覽主任，兼習中西繪畫，善於傳統國畫與水彩共冶一爐，近年多以彩墨、書法結合併貼技巧作畫，風格嶄新。其書法尤能突破傳統，講究線條與平面空間的對衡關係。他曾於香港大學專業進修學院、香港中文大學校外進修學院及理工大學設計學院任講師；任教於浸會大學校外課程部及正形設計學院藝術課程。作品曾於歐、美、加、澳、東南亞及中國各地展出。此外，他亦曾擔任美術家雜誌編輯。

## 個人生活
徐子雄已婚，與妻子王氏育有3名女兒。

## 展覽 (個人及聯展)
- 1968年 於香港美國圖書館舉行首次個展。
- 1969年 《當代香港藝術雙年展》。
- 1984年 《水墨新意》於美國圖書館。
- 1991年 《結緣》三聯書店主辦。  畫展《山雲水月情》於中華文化促進中心展出。
- 1992年 《國際水墨畫大賽》作品入選海口市。  《漢城方法藝術家會議國際展》於漢城。 《五人展》於貝蓮密打畫廊- 芝加哥。 《東方情懷》於古都畫廊及香港藝術中心。  《當代藝術雙年展》於香港藝術館。  《香港2022》於香港大會堂 - 市政局主辦。  《藝緣》三聯書店主辦。
- 1993年 個展於Gallerie du Momde香港。  《香港及海外華裔藝術家邀請展》於三行畫廊。  《當代藝術家邀請展93》於藝林畫廊。
- 1994年 《藝林畫廊開幕展 - 線中線 - 速寫書法個展》於藝林畫廊。  《香港美術家協會會展》於中華文化促進中心。
- 1995年 《市政局藝術獎獲獎者作品展》於香港藝術館。 《科學與藝術》於香港大學馮平山博物館。  《香港當代藝術雙年展》於香港藝術館。 《水墨》於三行畫廊。  《香港藝術展》於日本鹿兒島黎明館。  《遺珠展》於藝林畫廊。 《城市藝采》於香港城市理工。  《二友雅聚》於聚雅堂。  《第五屆全國美展》於北京。
- 1996年 《丙壬年書法展》於中華文化促進中心-香港美協主辦。 《國際和平港日藝術交流展》於香港會議展覽中心。  《水墨行動》於香港大會堂。  《書法展》於香港藝林畫廊。  《香港明天會更好》於香港浸會大學。
- 1997年 《回歸與展望‧當代香港藝術1997》於香港藝術館。  《迎香港回歸創美好未來書畫聯展》於上海圖書館。 《香港藝術1997》於北京、廣州、廣東美術館。
- 1998年 《扇可扇非常扇》於台北彩田藝術空間。  《向大師致敬》於香港藝術館。  參與《首展海峽兩岸書畫交流會》於北京。  《香港現代中國畫邀請展》於香港文化中心。
- 1999年 《港心濠情書畫展》於澳門華僑報趙斑斕文化中心。  《「書情秋意」書法小品聯展》於e藝術空間 - e藝術空間主辦。 《香港藝薈》於武漢市黃鶴樓舉行 - 湖北武漢市文聯主辦。 《龍蛇集書法狂情》於藝林畫廊。 《水墨雅意山水花鳥作品展》於e藝術空間。  《當代書法名家匯展》於香港大會堂 - 甲子書畫學會主辦。  《香港之墨畫展》於東京‧原宿‧表參道‧新潟館。  《香港詩書畫研究院嶺南分院成立慶祝書畫展》於東莞市博物館。  《香港蘭亭學會千禧藝展》於淅江省杭州市浙江博物館。  《迎接新世紀、進入大時代-全國著名詩書畫作品邀請展》於東莞市博物館。 《香港蘭亭學會藝展》於香港大會堂。
- 2001年 《跨越藝術25年》於香港藝術中心。  《藝述香港》於香港藝術館。  《書畫淨色齊賞》於志蓮淨院。  《香港書畫展》於中山市博雅藝術畫廊。  《春聯‧揮春創作展》於牛棚藝術村舉行。
- 2002年 《名家書畫展》於香港灣仔區文化娛樂體育會。 《龍騰賀慶書畫展》於香港中央圖書館 - 灣仔民政事務處及香港蘭亭學會合辦。  《抒發‧書法》於香港藝林畫廊。  《香港速寫展》香港禮賓司開放日。
- 2003年 《書院掇英‧當代香港百人書法展》甲子書學會主辦。  《藝術合家歡》於藝林畫廊。  《香港速寫展‧香港禮賓司開放日》
- 2004年  《徐子雄個人展》於State of the Art Gallery。  《香港藝術界大匯展》於香港中央圖書館。  《粤港台書法交流展》於香港城市大學。
- 2005年 《第十屆全國美展》於深圳關山月美術館。

## 獎項
- 1979年 獲市政局藝術雙年展繪畫獎[1]。
- 1988年 獲美國之國際藝術家獎而得美國聯邦政府頒發獎學金以研究員居芝加哥之藝術家園地創作[1]，得美國政府邀請為國際嘉賓遊美作訪問及在多地考察及交流。
- 1994年 獲市政局藝術雙年展書法獎。

## 作品收藏
香港藝術館、
香港大學馮平山博物館、
澳門賈梅士博物館、
新加坡國家畫廊、
台灣國立歷史博物館及
美國副總統藝術藏品館等多間美術館收藏。

## 著作
- 《畫筆之外》獲益出版社出版
- 《藝壇藝談》勤十緣出版社出版
- 《藝壇風雲錄》繁榮出版社出版

## 外部連結
- 徐子雄的藝術 （页面存档备份，存于）
- 石門畫室 （页面存档备份，存于）